# Buddleja incana
Buddleja incana is een plant uit de helmkruidfamilie die voorkomt in de Andes en op de Altiplano in Zuid-Amerika.
Deze struik heeft korte, leerachtige bladeren en gedrongen, donkeroranje bloeiwijzen. De plant komt voor op een hoogte tussen 2700 en 4500 meter in  Bolivia, Peru, Ecuador en Colombia.